# Vialonga

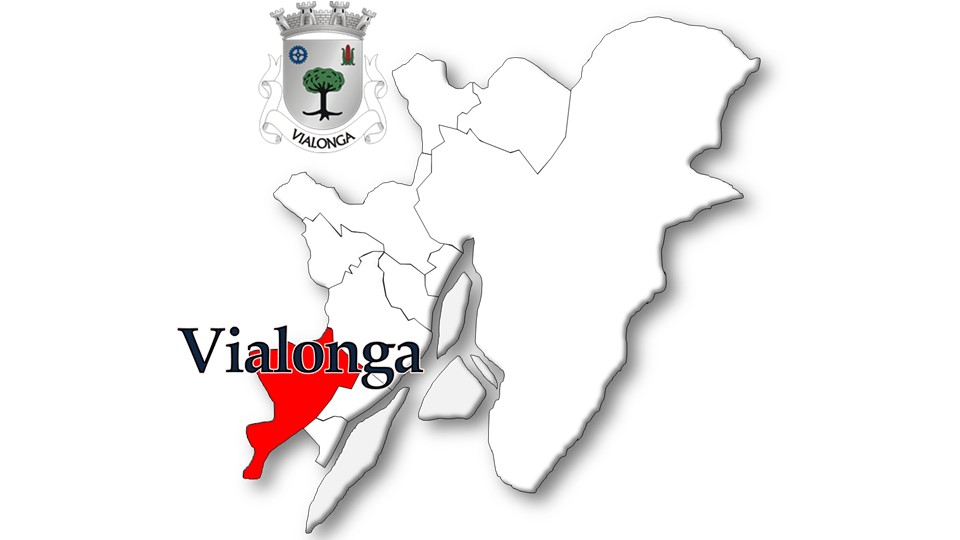
Localização da freguesia de Vialonga no município de Vila Franca de Xira

Vialonga é uma vila portuguesa, sede da Freguesia de Vialonga do Município de Vila Franca de Xira, freguesia com 18,33 km² de área e 21258 habitantes (censo de 2021), tendo, por isso, uma densidade populacional de 1 159,7 hab./km².
A povoação de Vialonga foi elevada a vila em 24 de setembro de 1985.
Tem por orago Nossa Senhora da Assunção.

## História
As terras onde se situa Vialonga foram ocupadas por povos nómadas durante o período paleolítico inferior e médio, como evidenciado pelos instrumentos de pedra lascada encontrados na região. 
Já no final do período neolítico, comunidades dedicadas à agricultura e à criação de gado estabeleceram-se nas elevações e vales da zona, como comprovado pelos cemitérios dolménicos de Monte Serves e Casal do Penedo, bem como pelas grutas funerárias na Verdelha do Ruivo. 
Foram também encontrados objectos religiosos, adornos, armas metálicas e cerâmica campaniforme. 
A região foi considerada uma importante via de acesso a Lisboa desde tempos remotos, tendo sido mencionada em documentos escritos datados de 1390 e 1397. A sua denominação variou ao longo dos séculos, tendo sido conhecida como Vila Longa, Via Longa, Via-Longa, Vila-Longa, e Vialonga.
Terá sido num sítio desta freguesia, no lugar de Alfarrobeira, que se terá dado no século XV a Batalha de Alfarrobeira.
A 21 de abril de 1903, o Rei D. Carlos concedeu o título de Conde de Vialonga ao General João de Benjamim Pinto, Oficial Mor da Casa Real e Vedor da Rainha Dona Maria Pia, senhor da Quinta das Maduras, que veio a acompanhar, juntamente com a sua família, a Rainha Dona Maria Pia e o Infante D. Afonso, Duque do Porto, no exilio em Nápoles, após o derrube da Monarquia a 5 de outubro de 1910. Não usou nem registou o título.

## Demografia
Nota: Nos censos de 1864 e 1878 pertencia ao extinto concelho dos Olivais. Com lugares desta freguesia foi criada, pela Lei n.º 120/85, de 4 de outubro, a freguesia de Forte da Casa.
A população registada nos censos foi:
| Distribuição da População por Grupos Etários | Distribuição da População por Grupos Etários | Distribuição da População por Grupos Etários | Distribuição da População por Grupos Etários | Distribuição da População por Grupos Etários |
| -------------------------------------------- | -------------------------------------------- | -------------------------------------------- | -------------------------------------------- | -------------------------------------------- |
| Ano                                          | 0-14 Anos                                    | 15-24 Anos                                   | 25-64 Anos                                   | > 65 Anos                                    |
| 2001                                         | 2740                                         | 2781                                         | 8585                                         | 1365                                         |
| 2011                                         | 4243                                         | 2160                                         | 12529                                        | 2101                                         |
| 2021                                         | 3886                                         | 2469                                         | 11671                                        | 3232                                         |

## Símbolos heráldicos da freguesia

### Ordenação heráldica do brasão, bandeira e selo
Brasão: escudo de prata, árvore de verde, troncada e arrancada de negro; em chefe, à dextra uma espiga de milho, de vermelho, desfolhada de verde e, à sinistra, uma roda dentada de azul. Coroa mural de prata de quatro torres. Listel branco, com a legenda a negro, em maiúsculas: “VIALONGA”.
Bandeira: esquartelada de azul e branco. Cordão e borlas de prata e azul. Haste e lança de ouro.
Selo: nos termos da Lei, com a legenda: “Junta de Freguesia de Vialonga – Vila Franca de Xira”.
Parecer emitido pela Comissão de Heráldica da Associação dos Arqueólogos Portugueses a 15 de Março de 1996, nos termos da Lei n.º 53/91 de 7 de Agosto.
Estabelecidos, sob proposta da Junta de Freguesia, em sessão da Assembleia de Freguesia de 30 de Abril de 1996. 
Publicados no Diário da República, III.ª Série, N.º 121, de 24 de Maio de 1996. 
Registados na Direcção-Geral da Administração Autárquica com o n.º 66, de 7 de Abril de 1997. 

### Justificação das cores e símbolos
- Escudo de prata. Em heráldica a prata significa brancura, castidade, eloquência, esperança, felicidade, firmeza, formosura, franqueza, inocência, limpeza, obediência, pureza, riqueza, veneração, verdade e vigilância.

- Árvore de verde, troncada e arrancada de negro. Representada no seu primeiro brasão, simboliza a vegetação, bem como pelas muitas e frondosas árvores.

- Em chefe, à dextra, uma espiga de milho, de vermelho, desfolhada de verde. Simboliza a agricultura, através de uma das suas produções agrícolas.

- À sinistra, uma roda dentada de azul. Simboliza as indústrias e o trabalho mecânico.

- Coroa mural de prata de quatro torres. Conforme está estabelecido na Lei para as freguesias com sede em vila. A povoação de Vialonga foi elevada a vila pela Lei n.º 47/85, de 24 de Setembro de 1985.

- Listel branco, com a legenda a negro, em maiúsculas: “VIALONGA”. Colocado sob o escudo, no listel está inscrita a legenda com designação oficial da freguesia.

- Bandeira esquartelada de azul e branco. Conforme está estabelecido para as vilas e freguesias. A sua primeira bandeira já era esquartelada destes dois esmaltes, característica que a Junta procurou manter quando legalizou os seus símbolos, por serem as cores habitualmente associadas à freguesia. Em heráldica o azul significa beleza, caridade, confiança, doçura, elogio, gentileza, graça, integridade, justiça, lealdade, nobreza, perseverança, recreação e zelo. Ao ser esquartelada poderá deixar de figurar nela o respectivo brasão.

## Património[8]
- Capela de Santa Eulália(Século XIII) em Santa Eulália
- Capela das Conchas (Século XIV), Morgado
- Capela da Quinta do Caldas (Século XVI), Verdelha do Ruivo
- Capela de Santo António (Século XVIII), Verdelha do Ruivo
- Forticações das Linhas de Torres (Século XVIII), Aguieira e Boca da Lapa
- Igreja Paroquial de Nossa Senhora da Assunção de Vialonga (Século XIV), Vialonga
- Quinta do Caldas (Século XVI), Verdelha do Ruivo
- Quinta do Convento (Século XVI), Verdelha do Ruivo
- Quinta das Maduras (Século XVIII), Quintanilho
- Quinta do Carlos (Século XV), Granja de Alpriate
- Quinta do Monteiro-Mor (Século XV), Granja de Alpriate
- Quinta do Brasileiro (Século XVII), Granja de Alpriate
- Quinta do Duque, em Alpriate
- Capela de São Sebastião,Granja de Alpriate
- Quinta do Serpa (século XVIII), Mogos
- Quinta das Conchas (Século XV), Morgado
- Quinta da Boca da Lapa (Século XV), Boca da Lapa

## Povoações
Existem na freguesia as seguntes povoações:
- Alpriate
- Bairro Nascente do Cabo
- Boca da Lapa
- Casal do Freixo
- Casalinho
- Cabo de Vialonga
- Encosta do Moinho
- Fonte do Vale
- Fonte Santa
- Granja de Alpriate
- Mogos
- Morgado
- Olival da Porta
- Olival de Fora
- Quinta da Flamenga
- Quinta da Maranhota
- Quinta das Índias
- Quinta do Buraco
- Quintanilho
- Santa Cruz
- Santa Eulália
- Terra do Barro
- Verdelha do Ruivo
- Vialonga

## Festas e Romarias
- Festas em Honra de Nossa Senhora da Assunção - Vialonga, em agosto
- Festas em Honra de Santa Eulália - Santa Eulália, em agosto
- Festas em Honra do Mártir São Sebastião - Granja, em agosto

## Curiosidades
- É aqui que filmaram a série Morangos com Açúcar, bem como outras produções da NBP / Fealmar, que inaugurou estes estúdios em 1993, sendo Na Paz dos Anjos (RTP 1) a primeira produção a ser lá filmada.
- O grupo Wet Bed Gang é de Vialonga